# Golf van Castellammare
De Golf van Castellemmare (Italiaans: Golfo di Castellammare) is een grote en diepe inham die zich uitstrekt vanaf Kaap Rama (nabij Terrasini in de provincie Palermo en Kaap San Vito nabij San Vito Lo Capo in de provincie Trapani. Tussenliggende plaatsen aan de kust zijn Trappeto, Balestrate, Alcamo en Castellammare del Golfo, waaraan de golf zijn naam te danken heeft. De Golf van Castellammare ligt aan de noordwestkust van Sicilië en maakt onderdeel uit van de Tyrrheense Zee.

## Geschiedenis
De Golf van Castellammare heette in het Romeinse tijdperk Sinus Aegestanus, wat verwees naar de Hellenistische stad Segesta. In 1714 werd de inham Golfo di Longuro of Golfo di Longarico genoemd door Guglielmo del'Isle op zijn aardrijkskundige kaart, wat refereerde aan de antieke stad Longaricum nabij het hedendaagse Alcamo.

## Bezienswaardigheden
Aan de oostzijde van de Golf van Castellammare ligt het Riserva naturale orientata Capo Rama, terwijl aan de westzijde richting San Vito Lo Capo het Riserva naturale dello Zingaro is gesitueerd. Ook het dorp Scopello is aantrekkelijk voor toeristen vanwege de brandingspilaren (faraglioni) en almadraba (toren gebouwd voor de tonijnvangst).